# یوزف لونچاریچ
یوزف لونچاریچ (آلمانی: Josef Lontscharitsch؛ زادهٔ ۱۱ آوریل ۱۹۷۰) دوچرخه‌سوار اهل اتریش است. وی در مسابقات ملی دوچرخه‌سواری جاده اتریش در سال ۱۹۹۵ و ۱۹۹۸ قهرمان شده است.